# 海洋音響トモグラフィー
海洋音響トモグラフィー（かいようおんきょうトモグラフィー）は海洋中の音波の伝播時間を測定して、音波の伝わった海洋の内部の状態を調べる技術。海水中の音速は、温度や圧力によって決まるので伝播時間のデータから逆問題を解くことによって、温度場や流れ場を推定することが出来る。ウォルター・ムンクとカール・ウンシュにより 1979年に提唱された。

## 原理
多くの外洋では、大気の影響を直接受ける表層とそうではない深層の間に大きな温度変化がある。これは温度躍層と呼ばれ、だいたい 1000 m 程度の深さにある。海水中の音速は、ほぼ温度の鉛直変化率で決まり、鉛直変化率が大きいほど音速は遅くなる。すなわち、温度躍層のあたりに音速の最小点があり、そこから浅くなっても深くなっても音速は大きくなる。音波はスネルの法則にしたがって伝わるから、音速が小さい領域から大きい領域に向かうとき音波は小さい領域に曲げ戻される。つまり、音波は温度躍層の周りの深さに閉じ込められたまま、水平に長い距離伝播することができる。
二点間で伝播時間を測定すると、音波はさまざまな経路（英語で ray path）を通るため、音源のひとつの音響信号に対しいくつかのピークが受信機で観測される。音源と受信機の間の温度場が水平に一様なものと仮定すれば、観測されたピークの数だけの自由度で、温度の鉛直構造が推定できる。また、二点間で両方向の伝播時間を調べ、その差をとることによって二点間の流速場も同様に推定することが出来る。

## 実用
実際の海洋の温度や速度の鉛直構造は複雑で、ほとんどの場合伝播時間のデータから劣決定の逆問題を解く必要が出てくる。さらに、水平方向にも温度や速度は変化する。しかし、海洋の大規模な温度場と速度場は過去のさまざまな観測から気候値データとして知られており、そこからのずれを観測するため、劣決定であることが大きな誤差をもたらすことは少ない。実際、過去の音響トモグラフィーの結果と船舶観測や係留観測を比較は、よい結果を出している。また、音響トモグラフィ観測（水平解像度が低く、時間分解能が高く、海洋内部が観測できる）は人工衛星搭載の海面高度計（水平解像度が高く、時間分解能が低く、海洋表面だけ観測できる）と組み合わせることによって観測能力が高まる。
以上の説明は外洋向けであるが、沿岸観測にも音響トモグラフィは用いられるようになってきている。また従来は雑音源としてとらえられていた内部潮汐波を観測できることも示されている。
音響トモグラフィーの利点としては
- 海水中は電磁波がほとんど通らない。そのため電波によるリモートセンシングが出来ない。一方で船舶観測は非常に高価で、時間的空間的に限られた観測しか出来ない。これらの問題を克服することができる。

- 海洋の運動はゆっくりとした大規模の熱塩循環や風成循環に、直径 100 km 程度あるいはそれ以下の乱流渦や内部波が重ね合わさったものである。音響トモグラフィーでは、音源と受信機の間で平均化された（積分された）量である伝播時間を観測するため、小規模な乱流渦の影響を受けにくく、大規模な運動を捉えやすい。

などが挙げられる。問題としては、可聴周波数帯の音波が海洋生物に与える影響が不明なことが挙げられている。